# Europäische Akademie Nordrhein-Westfalen
Die Europäische Akademie Nordrhein-Westfalen e. V. ist eine Einrichtung der politischen Bildung in Deutschland mit Sitz in Bonn. Bis Anfang 2002 trug sie den Namen Europäische Bildungs- und Aktionsgemeinschaft (EBAG).

## Struktur

### Mitgliedschaften
Die Europäische Akademie Nordrhein-Westfalen gehört dem Dachverband Gesellschaft der Europäischen Akademien an, in welchem 17 staatlich anerkannte Einrichtungen der außerschulischen politischen Jugend- und Erwachsenenbildung organisiert sind. Darüber hinaus bestehen Mitgliedschaften beim Arbeitskreis deutscher Bildungsstätten, Europäische Bewegung Deutschland, Netzwerk politischer Bildung in der Bundeswehr und der Europa-Union Nordrhein-Westfalen. Auf internationaler Ebene ist die Europäische Akademie Nordrhein-Westfalen außerdem Mitglied des European Network for Education and Training.

### Finanzierung
Als gemeinnütziger Verein darf die Europäische Akademie Nordrhein-Westfalen keinen Gewinn erwirtschaften. Teilnehmerbeiträge für Veranstaltungen können lediglich zur Kostendeckung erhoben werden. Der größte Teil der Finanzierung erfolgt durch die Bereitstellung öffentlicher Gelder. Hauptsächlich stellen dabei die Bundeszentrale für politische Bildung, das Bundesministerium für wirtschaftliche Zusammenarbeit und Entwicklung, das Presse- und Informationsamt der Bundesregierung und die Landeszentrale für politische Bildung Nordrhein-Westfalen Mittel zur Verfügung.

## Programm
Gründungsgrund und auch heute noch Beweggrund der Tätigkeit ist die Information über die europäische Integration und des Schaffens von Foren für diese Informationsarbeit. Daher erfolgt die Bildungsarbeit auch schwerpunktmäßig im Bereich der Europapolitik. Jedoch werden auch Veranstaltungen in Bereichen wie Deutschland- und Gesellschaftspolitik, Entwicklungspolitik, Internationale Beziehungen abgehalten.
Das Bildungsangebot der Europäischen Akademie NRW richtet sich grundsätzlich an alle Bürger. Jugend als Zielgruppe ist den Verantwortlichen der Akademie jedoch besonders wichtig. Bevorzugte Veranstaltungsform der Europäischen Akademie NRW ist das „Vor-Ort-Seminar“ an entscheidenden Orten der Politik und/oder für den Themenbereich besonders interessanten Stätten. Im Jahr 2012 haben 1860 Personen an 61 verschiedenen Bildungsveranstaltungen teilgenommen.